# Surdisorex
Surdisorex es un género de musarañas de la familia soricidae. Es originario de África.

## Especies
Comprende las siguientes especies:
- Surdisorex norae
- Surdisorex polulus